# Saks Fifth Avenue
Saks Fifth Avenue est une chaîne américaine de grands magasins possédée et gérée par Saks Fifth Avenue Enterprises (SFAE), filiale de Saks. Le premier magasin Saks Fifth Avenue, qui est le plus connu de la chaîne, est fondé en 1924 par Horace Saks et Bernard Gimbel sur la Cinquième Avenue de l'arrondissement de Manhattan, à New York. Depuis sa fondation, la chaîne s'est installée sur tout le territoire américain et fait partie aujourd'hui des plus grands magasins de New York. Saks Fifth Avenue est en concurrence directe avec les magasins américains de luxe comme Barneys New York, Bergdorf Goodman, Neiman Marcus et Bloomingdale's.
En juillet 2024, Saks Fifth Avenue annonce l'acquisition de Neiman Marcus pour 2,65 milliards de dollars.

## Historique

### Identité visuelle (logo)

Logo de 1996 à 2007.